# Campionati europei di ciclismo su strada 2018 - Cronometro femminile Junior
La cronometro femminile Junior dei Campionati europei di ciclismo su strada 2018, quattordicesima edizione della prova, si disputò il 12 luglio 2018 su un percorso di 11,5 km con partenza ed arrivo a Brno, nella Repubblica Ceca. La medaglia d'oro fu appannaggio dell'italiana Vittoria Guazzini, il quale completò il percorso con il tempo di 17'00"47, alla media di 40,59 km/h; l'argento andò alla tedesca Hannah Ludwig e bronzo alla polacca Marta Jaskulska.
Partenza con 43 cicliste, le quali tutte portarono a termine la competizione.

## Ordine d'arrivo (Top 10)
| Pos. | Corridore            | Squadra     | Tempo    |
| ---- | -------------------- | ----------- | -------- |
| 1    | Vittoria Guazzini    | Italia      | 17'00"47 |
| 2    | Hannah Ludwig        | Germania    | a 8"     |
| 3    | Marta Jaskulska      | Polonia     | a 11"    |
| 4    | Marie Le Net         | Francia     | a 25"    |
| 5    | Aigul Gareeva        | Russia      | a 28"    |
| 6    | Daria Malkova        | Russia      | a 41"    |
| 7    | Olha Kulynych        | Ucraina     | a 48"    |
| 8    | Rozemarijn Ammerlaan | Paesi Bassi | s.t.     |
| 9    | Britt Knaven         | Paesi Bassi | s.t.     |
| 10   | Matilde Vitillo      | Italia      | a 49"    |